# Meng Ťien-ču
Meng Ťien-ču (čínsky pchin-jinem Mèng Jiànzhù, znaky 孟建柱; * 28. července 1947) je bývalý čínský komunistický politik, původně zaměstnanec zemědělského družstvu na venkově v Šanghaji. Od roku 1986 působil v šanghajské politice, zprvu na úrovni městského obvodu, později jako místostarosta odpovědný za zemědělství (1993–1996) a zástupce tajemníka městského výboru KS Číny (1996–2001). Poté řídil ťiangsijský provinční výbor KS Číny (2001–2007), byl ministrem veřejné bezpečnosti (2007–2012) a tajemníkem politické a právní komise ÚV KS Číny (2007–2012). Současně byl kandidátem (1997–2002) a členem (2002–2017) ústředního výboru a členem politbyra (2012–2017) ústředního výboru KS Číny.

## Život
Meng Ťien-ču se narodil 28. července 1947 v Su-čou na jihu provincie Ťiang-su. V 60. letech zamířil na ostrov Čchang-sing v Šanghaji, kde se stal traktoristou. Dalších 13 let pracoval v tamním zemědělském družstvu. V roce 1971 vstoupil do Komunistické strany Číny, v letech 1973–1981 byl funkcionářem organizace komunistické strany v družstvu a v letech 1981–1986 předsedou družstva. Při zaměstnání studoval podnikový management na Korespondenční univerzitě ekonomického managementu (1983–1986) a řízení stranických a státních organizací na stranické škole šanghajského městského výboru KS Číny (1984–1986).
Roku 1986 přešel do politiky, přičemž působil ve vedoucích stranických funkcích v šanghajských obvodech Čchuan-ša a Ťia-ting. V letech 1987–1991 současně vystudoval Šanghajský strojní institut (dnes část Šanghajské univerzity pro vědu a techniku). Od roku 1991 vedl výbor pro zemědělskou politiku v šanghajském městském výboru KS Číny, roku 1993 byl přeložen do funkce jednoho z místostarostů Šanghaje, přičemž do jeho portfolia patřilo zemědělství a rozvoj venkova. V roce 1996 byl přešel na místo zástupce tajemníka šanghajského městského výboru KS Číny a na XV. sjezdu KS Číny v září 1997 zvolen kandidátem ústředního výboru. Ve vedení šanghajské stranické organizace zůstal až do roku 2001. Během svého působení v Šanghaji byl Meng nenápadný a plachý před kamerou, ale oblíbený u obyvatel města.
V dubnu 2001 byl jmenován tajemníkem ťiangsijského provinčního výboru KS Číny. Údajně byl přeložen ze Šanghaje, protože prohrál v boji o post městského stranického tajemníka s Čchen Liang-jüem. Meng a Čchen byli v mnoha ohledech protiklady – Čchen dával přednost tomu být ve světle reflektorů, zatímco Meng raději dělal práci v zákulisí. Ačkoli byl Meng pozorovateli často považován za „měkkého“ vůdce, byl znám svým pevným dodržováním pravidel a zásad. Například jednou během provinční konference úředníků na úrovni okresů a výše se někteří okresní představitelé nedostavili a místo toho poslali své asistenty. Meng na to reagoval tak, že celou konferenci odložil, dokud se nedostavili všichni požadovaní účastníci. Jako vedoucí představitel strany v provincii byl také zvolen předsedou ťiangsijského provinčního lidového shromáždění (od května 2001 do ledna 2008) a na XVI. sjezdu KS Číny v listopadu 2002 zvolen členem ústředního výboru (znovuzvolen 2007 a 2012).
Stranickým tajemníkem Ťiang-si zůstal až do listopadu 2007, v říjnu 2007 byl totiž přeložen do Pekingu a jmenován ministrem veřejné bezpečnosti, kde nahradil politickou těžkou váhu Čou Jung-kchanga, který byl povýšen na člena stálého výboru politbyra Komunistické strany Číny. Současně byl na XVII. sjezdu KS Číny v říjnu 2007 zvolen kandidátem ústředního výboru. V březnu 2008 byl v nové vládě potvrzen ve funkci ministra a stal se i státním poradcem (do března 2013), současně převzal i funkci zástupce tajemníka politické a právní komise ÚV KS Číny.
Na závěr XVIII. sjezdu KS Číny v listopadu 2012 byl Meng Ťien-ču zvolen členem politbyra, současně se stal tajemníkem politické a právní komise ÚV KS Číny, v této funkci vystřídal Čou Jung-kchanga. Pravomoci a autonomie komise však byly během Mengova funkčního období omezeny v důsledku jeho nižšího postavení (člen politbyra, zatímco jeho předchůdce byl ve stálém výboru politbyra) a konsolidace moci kolem ústřední autority generálního tajemníka strany Si Ťin-pchinga. V prosinci 2012 Meng Ťien-čua ve funkci ministra veřejné bezpečnosti vystřídal Kuo Šeng-kchun. V lednu 2013 Meng oznámil, že jeho komise začne pracovat na zrušení systému „převýchovy prací“, který byl na Západě kritizován, což bylo stvrzeno na zasedání ústředního výboru KS Číny v listopadu 2013. Do konce téhož roku byla realizace této politiky z velké části dokončena. Meng rovněž kritizoval zasahování místních stranických orgánů, konkrétně komisí pro politické a právní záležitosti na úrovni místních nebo provinčních vlád, za praxi zasahování do jednotlivých soudních případů, čímž narušovaly nezávislost soudní moci.
Jeho předchůdce Čou Jung-kchang byl v roce 2014 vyšetřován kvůli korupci a dalším trestným činům, ale Meng zůstal skandálem nedotčen, přestože pod Čouem působil pět let jako ministr veřejné bezpečnosti. Další bývalí Čouovi podřízení na ministerstvu, jako například bývalý náměstek ministra Li Tung-šeng, byli kvůli vyšetřování zadrženi.
Na XIX. sjezdu KS Číny v říjnu 2017 pro vysoký věk odešel z ústředního výboru a politbyra; v čele politické a právní komise ho nahradil Kuo Šeng-kchun. Poté Meng žil na penzi.
Meng je štíhlé postavy a vypadá jako intelektuál, jeho spolupracovníci a kolegové ho popisují jako tichého a skromného člověka, který se rád usmívá. Politicky byl počítán k takzvanému „šanghajskému klanu“ politiků prosazených do vedení strany a státu Ťiang Ce-minem a Ceng Čching-chungem.